# Ramón Lista
Ramón Lista, né le 13 septembre 1856 à Buenos Aires et assassiné le 23 novembre 1897 près de San Ramón de la Nueva Orán est un explorateur, géographe et naturaliste argentin.

## Biographie
Après ses études en Europe, disciple de Hermann Burmeister, il intègre Sociedad Científica Argentina et commence son exploration de la Patagonie en 1877. Ramón Lista fonde en 1881 le Instituto Geográfico Argentino et en 1887, la Société de géographie de Paris sous la présidence de Ferdinand de Lesseps le nomme membre correspondant à l’étranger. Entre 1887 et 1892, il devient gouverneur du Territoire National de Santa Cruz.  Le 23 novembre 1887, il meurt assassiné alors qu’il explore la forêt tropicale au Nord de l’Argentine sur le Río Pilcomayo,.
Le 21 novembre 1886, il partit en expédition de la baie de Saint-Sébastien à la Terre de feu avec le missionnaire salésien José Fagnano Vero . Ils atteignirent la Baie Thetys le 13 janvier 1887. Une mission salésienne y fut fondée, dont subsistent toujours les rudimentaires bâtiments. José Fagnano s'était alors opposé à Ramon Lista à qui il reprochait de soutenir les idéologies de conquête violente et d'occupation énoncées par le général Julio Argentino Roca et Estanislao Zeballos. Il participe à l'extermination des Selknam.
Ramón Lista s’est marié avec la poète argentine Agustina Andrade fille de Olegario Víctor Andrade, avec laquelle il eut deux filles.